# 咸博金氏
咸博金氏（韓語：함박 김씨），是一個以韓國慶尚北道清道郡金海市為本貫的金姓分支，在2000年人口有4579人。始祖是萬曆朝鮮之役時投降朝鮮王朝的降倭金誠仁，後由朝鮮宣祖賜名並成立咸博金氏。